# 원세그
원세그(일본어: ワンセグ, 영어: 1seg)는 일본과 브라질에서 상용중인 디지털 TV 방송 기술의 일종이다. 주로 모바일 기기를 대상으로 한다.
2006년 4월 1일 오전 11시부터 도쿄도, 나고야시, 오사카시 등의 대도시를 포함한 29 도부현에서 송출을 시작하였으며, 2006년 12월 1일부터 하이비전 방송과 동시에 전 43현의 현청 소재지에서도 방송을 송출하고 있다.

## 개요
- 휴대전화 등을 통해 시청하는 경우라 하더라도 일본방송협회와 수신계약을 맺어야 하지만 이전에 TV 수신계약을 했다면 복수의 TV를 소유한 것으로 인정되어 추가요금을 지불하지 않아도 된다.
- 핸드폰에서 데이터 방송을 통해 더욱 자세한 정보를 얻기 위해 방송국과 무선 인터넷을 통한 패킷 통신을 하는 경우 별도의 데이터 통화료가 들게 되며 이 경우, 휴대 전화의 설정을 변경하지 않는 한 화면에 무선 인터넷 접속 여부를 묻는 화면이 표시된다.[1]
- 지상파 디지털 TV 방송 송신소에서 동시에 송출되므로 방송국에서 송신준비만 하면 지상파 디지털 TV 방송을 수신할 수 있는 지역에서는 원세그도 수신할 수 있다.
  - 이에 따라 서비스 개시 당시 현청 소재지로부터 멀어진 시·정·촌 및 섬 지역에서는 디지털 텔레비전 방송이 시작되지 않아 수신할 수 없는 지역도 있었지만 2007년 이후, 중계국의 개국·증가에 따라 현청 소재지로부터 멀리 떨어진 곳에서도 수신할 수 있게 되었다.
- 지상파 방송에 비교하면 4~5초 정도 느리게 수신되기 때문에 시각 표시는 하지 않는다.
- 주파수는 일반 티비에도 사용하는 UHF를 사용한다.

## 문제점
- 브라질에서는 프레임이 초당 30프레임인데 반해, 일본에서는 15프레임에 불과하여 기존 아날로그 방송(23.97프레임)에 비해서 움직임이 느리고 부자연스러운 느낌을 준다.
- 휴대 전화나 원세그 전용 수신기는 화면이 작기 때문에 스포츠 중계시 점수나 경과시간 표시를 알아보지 못하는 경우가 있으며 방송 자막을 읽는데도 상당한 어려움이 따른다. 이에 민영방송국에서는 데이터 방송을 통해 이러한 정보를 표시하고 있기도 하지만 NHK는 실시하지 않고 있다.

## 같이 보기
- DAB - 디지털 오디오 방송 (유럽·한국)
- DMB - 디지털 멀티미디어 방송 (한국)
- DVB - 디지털 비디오 방송 (유럽 표준)

## 이미지

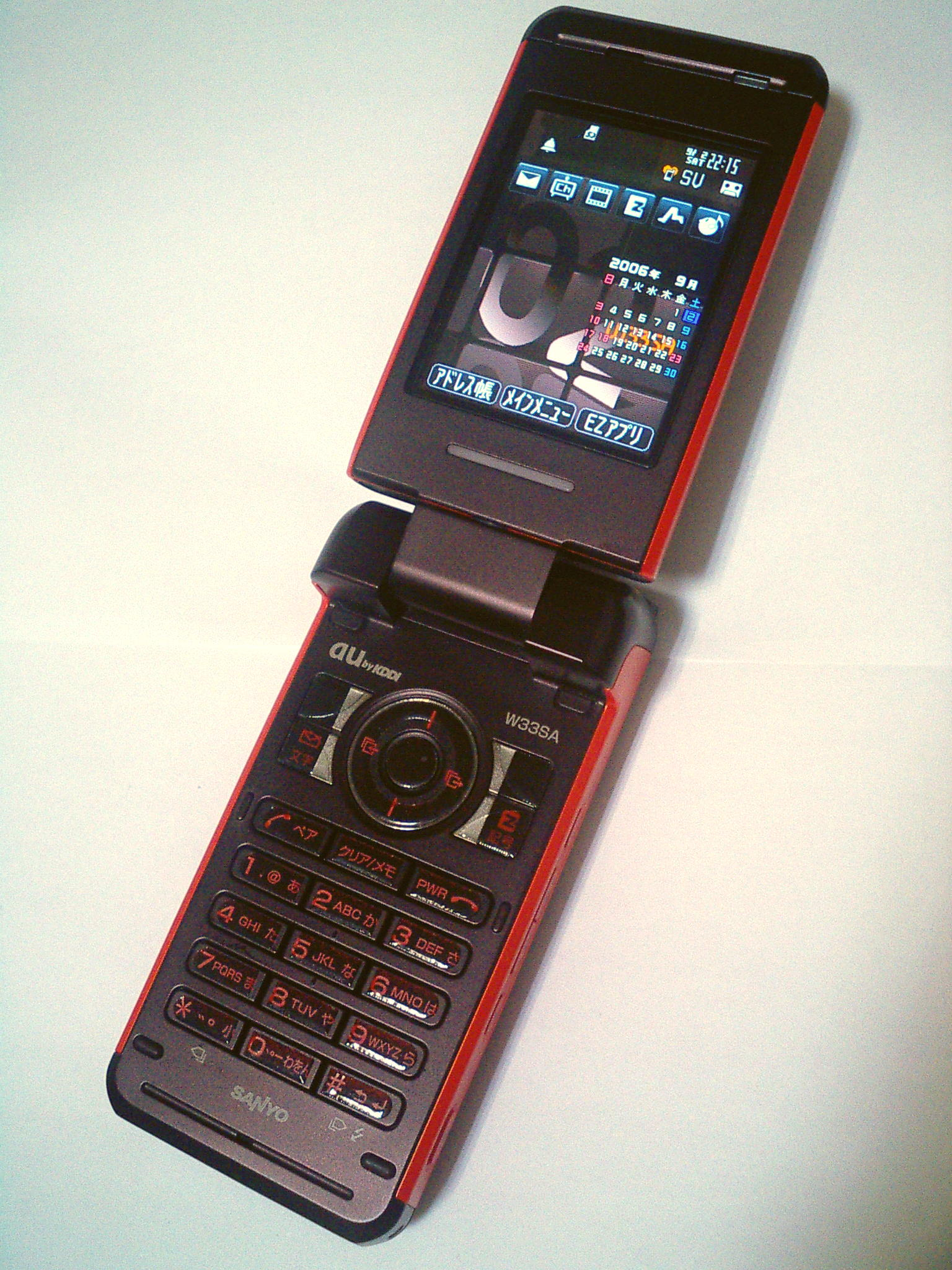
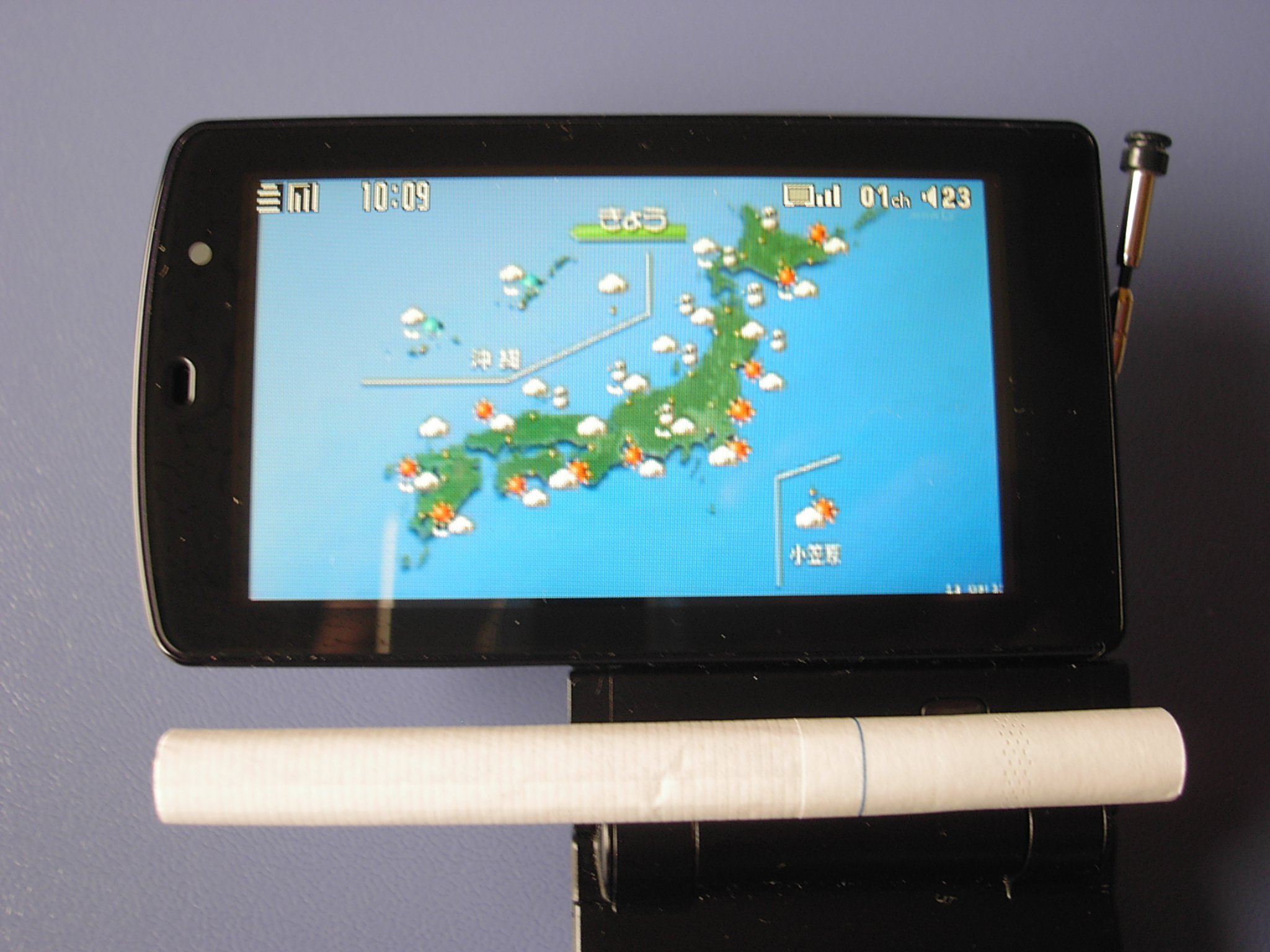